# Leitungswasserzone
Die Versicherer haben Deutschland in Abhängigkeit vom Härtegrad des Trinkwassers in vier Leitungswasserzonen eingeteilt.
Zone 1 bedeutet weiches Wasser, Zone 4 bedeutet hartes Wasser. Da hartes Wasser Wasserleitungen eher angreift, haben die Versicherer ihr Risiko für die über die Gebäudeversicherung abgedeckten Leitungswasserschäden durch Leitungswasserzonen bemessen.